# Oswald Assmann

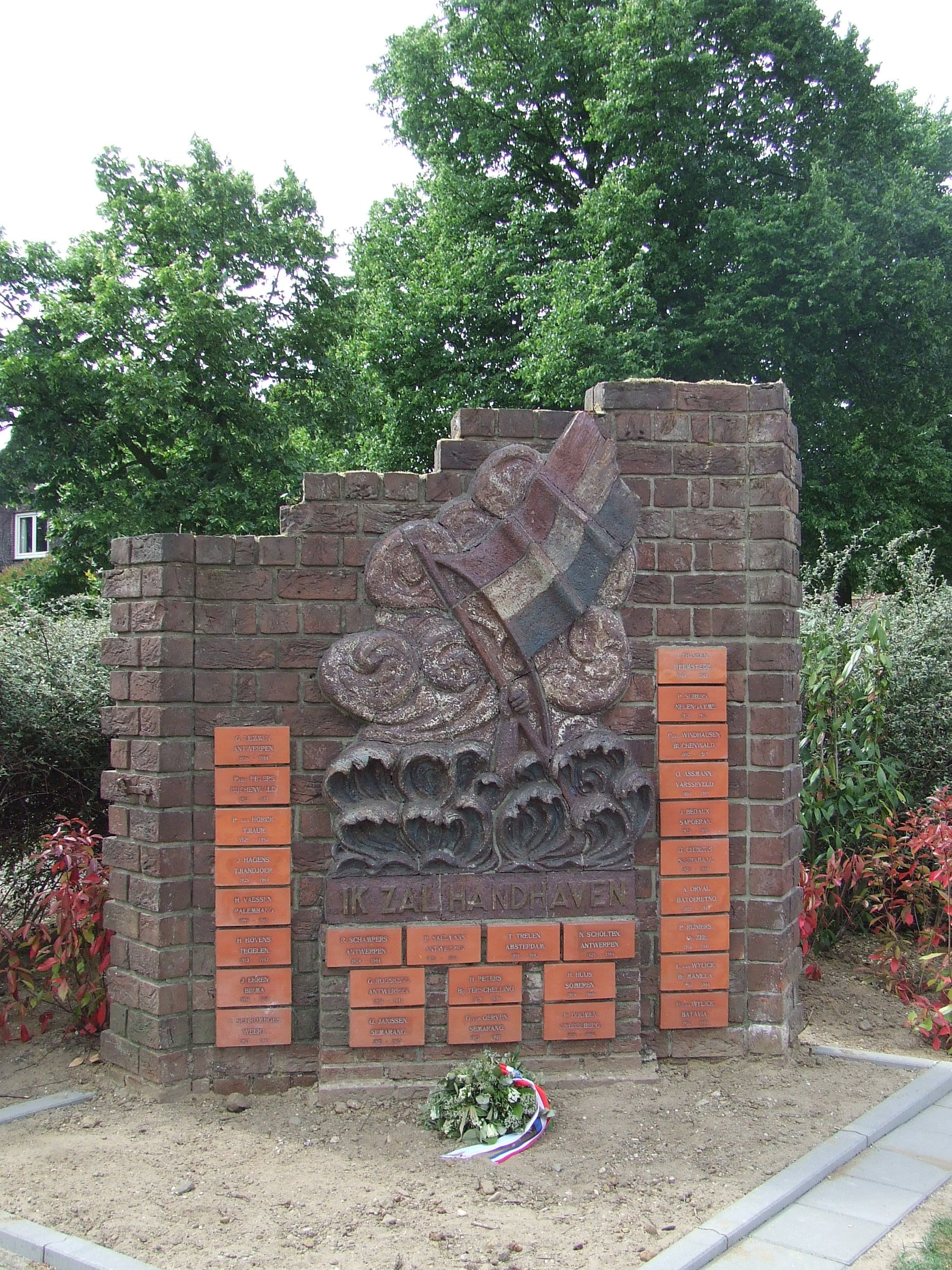
Oorlogsmonument Tegelen, rechter kolom, vierde van boven

Oswald Reinhold Wilhelm Assmann (Tegelen, 9 mei 1887 – Varsseveld, 2 maart 1945) was een Nederlands verzetsstrijder van Duitse komaf.

## Leven
Assmann studeerde rechtswetenschappen aan de Universiteit van Groningen. Hij was als opvolger van zijn vader fabrikant van briefhouders (Metaalwaren- en cartonnagefabriek Tegelen). Toen de Tweede Wereldoorlog uitbrak, verspreidde hij vanuit zijn huis in Amersfoort Vrij Nederland. Later zou hij hetzelfde doen met Geallieerd Nieuws. Hij was betrokken bij de bulletins Goeden morgen hier in Londen en Goeden morgen hier is de zender herrijzend Nederland. Op 20 februari 1945 werd hij samen met zijn medewerker Jan de Vries gearresteerd. Op 2 maart 1945 werden zijn samen met een veertigtal anderen gefusilleerd als represaillemaatregel op een boerderij in Varsseveld. Zijn naam wordt vermeld op het oorlogsmonumenten Varsseveld (Rademakersbroek en Prinses Irenestraat) en het Oorlogsmonument Tegelen.

## Familie
- Assmanns ouders waren de in 1897 tot Nederlander genaturaliseerde Breslauer Franz/Frans Dominicus Oswald Assmann[1] en de Nederlandse Magdalena Cloeck.
- Zijn zuster Martha Magdalena Assmann (Tegelen, 27 juli 1885 - Leiden, 10 februari 1968) is de auteur van Mens et animus, pars 1, haar proefschrift uit 1917, dat in 2011 een facsimile herdruk beleefde; ze was jarenlang docente Latijn in Alkmaar en aan het Leids Gymnasium.
- Assmann was van 1910 tot 1916 getrouwd met de talentvolle zangeres Pietje van der Zijl (Sneek, 26 april 1880 - Deventer, circa 30 april 1962), een leerlinge van Aaltje Noordewier-Reddingius, die na 1910 voor de kinderen ging zorgen. Na de scheiding gaf ze zanglessen dan wel spraakonderwijs.[2]